# Saint-Goussaud
Saint-Goussaud è un comune francese di 203 abitanti situato nel dipartimento della Creuse nella regione della Nuova Aquitania.

## Società

### Evoluzione demografica
Abitanti censiti